# 東那珂村
東那珂村（ひがしなかむら）は茨城県西茨城郡にかつて存在した村である。中心集落は羽黒。

## 地理
- 現在の桜川市の北部、旧岩瀬町の東部に位置する。
- 村は桜川の上流域に位置する。
- 村域は山がちな地形である。

## 歴史

### 村域の変遷
- 1889年（明治22年）4月1日 - 町村制の施行により、西小塙村、加茂部村、高幡村、猿田村、松田村、木植村、曽根村、今泉村、水戸村、青柳村、友部村、磯部村、上城村、稲村が合併して西茨城郡東那珂村発足。
- 1955年（昭和30年）3月31日 - 岩瀬町・北那珂村と合併し、新たな岩瀬町が発足。同日東那珂村廃止。

変遷表
| 1868年 以前 | 1868年 以前 | 明治元年 | 明治11年 | 明治22年 4月1日 | 昭和30年 3月31日 | 平成17年 10月1日 | 現在   |
| ----------- | ----------- | -------- | -------- | --------------- | ---------------- | ---------------- | ------ |
|             | 加茂部村    | 加茂部村 | 加茂部村 | 東那珂村        | 岩瀬町           | 桜川市           | 桜川市 |
|             | 高幡村      |          |          | 東那珂村        | 岩瀬町           | 桜川市           | 桜川市 |
|             | 猿田村      |          |          | 東那珂村        | 岩瀬町           | 桜川市           | 桜川市 |
|             | 松田村      |          |          | 東那珂村        | 岩瀬町           | 桜川市           | 桜川市 |
|             | 木植村      |          |          | 東那珂村        | 岩瀬町           | 桜川市           | 桜川市 |
|             | 曽根村      |          |          | 東那珂村        | 岩瀬町           | 桜川市           | 桜川市 |
|             | 今泉村      |          |          | 東那珂村        | 岩瀬町           | 桜川市           | 桜川市 |
|             | 水戸村      |          |          | 東那珂村        | 岩瀬町           | 桜川市           | 桜川市 |
|             | 友部村      |          |          | 東那珂村        | 岩瀬町           | 桜川市           | 桜川市 |
|             | 青柳村      |          |          | 東那珂村        | 岩瀬町           | 桜川市           | 桜川市 |
|             | 小塙村      | 西小塙村 | 西小塙村 | 東那珂村        | 岩瀬町           | 桜川市           | 桜川市 |
|             | 磯部村      |          |          | 東那珂村        | 岩瀬町           | 桜川市           | 桜川市 |
|             | 谷中村      | 谷中村   | 上城村   | 東那珂村        | 岩瀬町           | 桜川市           | 桜川市 |
|             | 橋本村      |          | 上城村   | 東那珂村        | 岩瀬町           | 桜川市           | 桜川市 |
|             | 稲村        |          |          | 東那珂村        | 岩瀬町           | 桜川市           | 桜川市 |

## 大字
- 加茂部（かもべ）
- 高幡（たかはた）
- 猿田（さるだ）
- 松田（まつだ）
- 木植（きうえ）
- 曽根（そね）
- 今泉（いまいずみ）
- 水戸（みと）
- 青柳（あおやぎ）
- 西小塙（にしこばなわ）
- 友部（ともべ）
- 磯部（いそべ）
- 上城（かみしろ）
- 稲（いな）

## 人口・世帯

### 人口
総数 [単位： 人]
| 1891年（明治24年） | 4,188 |
| 1909年（明治42年） | 4,279 |
| 1920年（大正9年）  | 4,843 |
| 1935年（昭和10年） | 5,604 |
| 1950年（昭和25年） | 7,183 |

### 世帯
総数 [単位： 世帯]
| 1891年（明治24年） | 606   |
| 1909年（明治42年） | 736   |
| 1920年（大正9年）  | 941   |
| 1935年（昭和10年） | 1,032 |
| 1950年（昭和25年） | 1,299 |

## 交通

### 鉄道
- 日本国有鉄道（ → 東日本旅客鉄道）
  - ■水戸線
    - 羽黒駅

### 道路
- 二級国道
  - 国道122号（ → 国道50号）

## 名所・旧跡
- 桜川のサクラ
- 磯部桜川公園
- 磯部稲村神社
- 月山寺
- ニ所神社
- 鴨大神御子神主玉神社(鴨神社)
- 枡箕ヶ池 - 白鳥飛来地
- 羽黒山城跡
- 棟峰城跡
- 橋本城跡